# Каррегал-ду-Сал
Каррега́л-ду-Сал (порт. Carregal do Sal; [kɐʁɨ'gaɫ du saɫ ]) — посёлок городского типа в Португалии, центр одноимённого муниципалитета в составе округа Визеу. Находится в составе крупной городской агломерации Большое Визеу. По старому административному делению входил в провинцию Бейра-Алта. Входит в экономико-статистический субрегион Дан-Лафойнш, который входит в Центральный регион. Численность населения — 5,6 тыс. жителей (посёлок), 10,6 тыс. жителей (муниципалитет) на 2006 год. Занимает площадь 113,80 км².
Покровителем посёлка считается Дева Мария (порт. Maria).

## Расположение
Поселок расположен в 26 км на юг от адм. центра округа города Визеу.
Муниципалитет граничит:
- на севере — муниципалитет Визеу
- на северо-востоке — муниципалитет Нелаш
- на юго-востоке — муниципалитеты Оливейра-ду-Ошпитал, Табуа
- на западе — муниципалитет Санта-Комба-Дан
- на северо-западе — муниципалитет Тондела

## История
Поселок основан в 1836 году.

## Население
| Численность населения муниципалитета по годам | Численность населения муниципалитета по годам | Численность населения муниципалитета по годам | Численность населения муниципалитета по годам | Численность населения муниципалитета по годам | Численность населения муниципалитета по годам | Численность населения муниципалитета по годам | Численность населения муниципалитета по годам | Численность населения муниципалитета по годам |
| --------------------------------------------- | --------------------------------------------- | --------------------------------------------- | --------------------------------------------- | --------------------------------------------- | --------------------------------------------- | --------------------------------------------- | --------------------------------------------- | --------------------------------------------- |
| 1849                                          | 1900                                          | 1930                                          | 1960                                          | 1981                                          | 1991                                          | 2001                                          | 2004                                          |                                               |
| 8650                                          | 14 106                                        | 14 946                                        | 13 468                                        | 11 137                                        | 10 992                                        | 10 411                                        | 10 555                                        |                                               |

## Состав муниципалитета
В муниципалитет входят следующие районы:
1. Бейжош
2. Кабанаш-де-Вириату
3. Куррелуш
4. Оливейра-ду-Конде
5. Папизиуш
6. Парада
7. Собрал